# Adenin
Adenin är en av kvävebaserna som ingår i de nukleotider som bygger upp DNA och RNA. Liksom guanin är det en purin och består av två ringar av kol- och kväve-atomer. I DNA binder sig adenin via två vätebindningar till den komplementerande basen tymin. I RNA binder sig adenin på motsvarande sätt till uracil.
I RNA förenas adenin med ribos och bildar nukleosiden adenosin. I DNA är adenin på motsvarande sätt förenat med deoxiribos till nukleosiden deoxiadenosin.
Adenin, i form av adenosin, är också en del av adenosintrifosfat (ATP) och adenosindifosfat (ADP) som har en grundläggande funktion i alla cellers ämnesomsättning och energiförsörjning. 
I ren form bildar adenin pärlemorglänsande fjäll eller nålar som är svårlösliga i kallt vatten, men lättlösliga i hett vatten.

## Historik
Tidigare kallades adenin för vitamin B4, men den anses inte längre tillhöra vitamin B-familjen. Albrecht Kossel gav ämnet dess nuvarande namn 1885.